# Anime Slot Revolution: Pachi-Slot Kidō Senshi Gundam II - Ai Senshi Hen
Anime Slot Revolution: Pachi-Slot Kidō Senshi Gundam II - Ai Senshi Hen est un jeu vidéo de pachi-slot développé et édité par Yamasa en décembre 2007 sur Wii. C'est une adaptation en jeu vidéo de la série basée sur l'anime Mobile Suit Gundam,.